# Ton Piccolo
Ton Piccolo, Tun Piccolo, Tonno Piccolo o Tonich Piccolo (in croato: Tun Mali) è una piccola isola disabitata della Croazia situata nel mare Adriatico a sud-est di Melada; fa parte dell'arcipelago zaratino. Amministrativamente appartiene al comune di Sale, nella regione zaratina.

## Geografia
Ton Piccolo è un isolotto a forma di pera che misura circa 630 m di lunghezza; ha una superficie di 0,123 km², uno sviluppo costiero di 1,61 km e un'altezza massima di 46 m.
L'isolotto si trova nel canale di Settebocche o Passo di Settebocche (chiamato in croato prolaz Maknare); il canale, che ha un andamento est-ovest e mette in comunicazione il mare di Puntadura (Virsko more) con il mare aperto, separa Melada da tutte le isole più a sud (Isola Lunga, Sferinaz, Ton Grande e Sestrugno). A ovest di Ton Piccolo, il tratto di mare che è compreso fra le suddette isole si chiama in croato Sedmovraće o Sedmoro Usta, e cioè "sette bocche", poiché tanti sono i passaggi fra le varie isole.
Ton Piccolo divide l'ingresso orientale del Passo di Settebocche in due stretti minori: a nord il Passaggio Zappola (Malo Žaplo), tra la sua estremità settentrionale e punta Zappola (rt Žaplo), estremità meridionale di Melada, è largo solo 130 m; a sud il Passaggio di Tun o di Tonno (Velo Žaplo), che è largo 380 m, ha una profondità di 48 m e permette il passaggio anche di grandi navi dirette a Zara. Due fari, uno a sud di Ton Piccolo ed uno all'estremità nord-occidentale di Ton Grande (Zmorašnja punta), segnalano il passaggio.

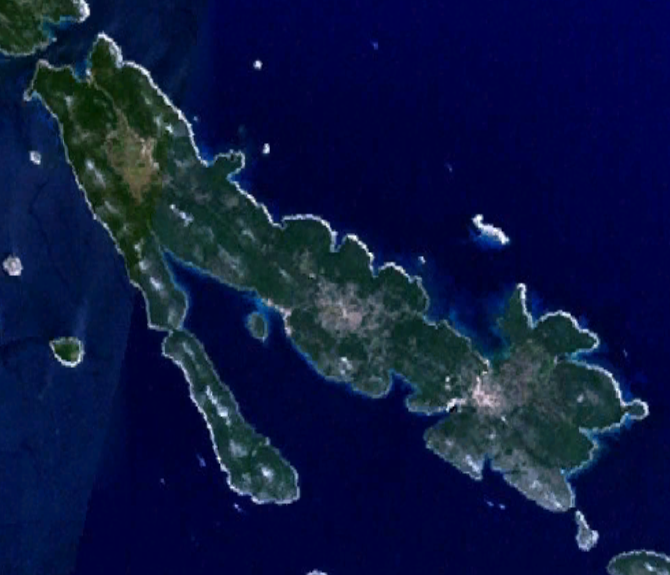
Melada vista dal satellite: in basso a destra Ton Piccolo.

### Isole adiacenti
- Scoglio dell'Orto[21], Vartlaz[8] (Vrtlac), chiamato anche Trimolo[4][5], piccolo scoglio con una superficie di 9339 m²[22], una costa lunga 399 m[22] e un'altezza di 6 m[2]; si trova 2,2 km[2] a nord-est e circa 1,6 km[2] a sud-est di punta Stoppagna[11][23] o Stopogn[4] (rt Stopanj), l'estremità orientale di Melada. È segnalato da un piccolo faro[24] 44°12′04″N 14°55′37″E.

### Cartografia
- (HR) Mappa topografica della Croazia 1:25000, su preglednik.arkod.hr. URL consultato il 23 ottobre 2017.
- G. Giani, Carta prospettiva delle Comuni censuarie della Dalmazia, foglio 2, 1839. Fondo Miscellanea cartografica catastale, Archivio di Stato di Trieste.
- Carta di cabottaggio del mare Adriatico, foglio V, Milano, Istituto geografico militare, 1822-1824. URL consultato il 23 ottobre 2017 (archiviato dall'url originale il 23 agosto 2021).